# Helmet
Helmet – zespół muzyczny założony w 1989 r. w Nowym Jorku przez gitarzystę i wokalistę Page Hamiltona, Petera Mengede (gitara), Henry'ego Bogdana (bas) oraz Johna Staniera (perkusja).
Zespół zaproponował dość trudną do zaklasyfikowania muzykę, mieszczącą się na pograniczu hardcore'u oraz heavy metalu, ze słyszalnymi wpływami jazzowymi (lider grupy, Page Hamilton, studiował grę na gitarze w szkole jazzowej).
Pierwsza płyta pt. Strap It On, choć wyróżniająca się świeżością i oryginalnością, nie wywołała większego odzewu. Natomiast drugi album grupy, Meantime (1992), stał się jednym z najważniejszych wydarzeń muzycznych pierwszej połowy lat dziewięćdziesiątych, definiując styl, podjęty następnie przez wielu innych wykonawców. Meantime jest uważany za jedną z płyt, która wpłynęła na wykrystalizowanie się nu metalu.

## Muzycy

### Obecny skład zespołu
- Page Hamilton - wokal/gitara
- Dan Beeman - gitara
- Kyle Stevenson - perkusja
- Dave Case – bass/wokal pomocniczy (2010)

### Byli członkowie zespołu
- Henry Bogdan (1989 - 1998)[2]
- Peter Mengede (1989 - 1994)
- John Stanier (1989 - 1998)[2]
- Rob Echevierra (1994 - 1997)
- Frank Bello - gitara basowa (2004 - 2005)
- John Tempesta - perkusja (2004 - 2006)

## Dyskografia

### Albumy
- Strap It On (1990)
- Meantime (1992)
- Betty (1994)
- Aftertaste (1997)
- Size Matters (2004)
- Monochrome (2006)
- Seeing Eye Dog (2010)[3]
- Dead to the World (2016)

### Pozostałe wydawnictwa
- Born Annoying (1989)
- In The Meantime (1991)
- Unsung (1992)
- Primitive (1993)
- Just Another Victim (1993, EP, razem z House of Pain)
- Biscuits for Smut (1994)
- Wilma's Rainbow (1994, EP)
- Born Annoying (1995, kompilacja)
- Exactly What You Wanted (1997)
- Unsung: The Best of Helmet 1991-1997 (2001, kompilacja)

## Koncerty w Polsce
- 24 stycznia 2009, Wrocław, Firlej[4]
- 12 września 2014, Kraków, Fabryka
- 13 września 2014, Warszawa, Hydrozagadka
- 17 listopada 2024, Warszawa, Hybrydy
- 18 listopada 2024, Poznań, Blue note